# Rue des Volubilis
La rue des Volubilis est une voie située dans le quartier de la Maison-Blanche du 13e arrondissement de Paris. 

## Situation et accès

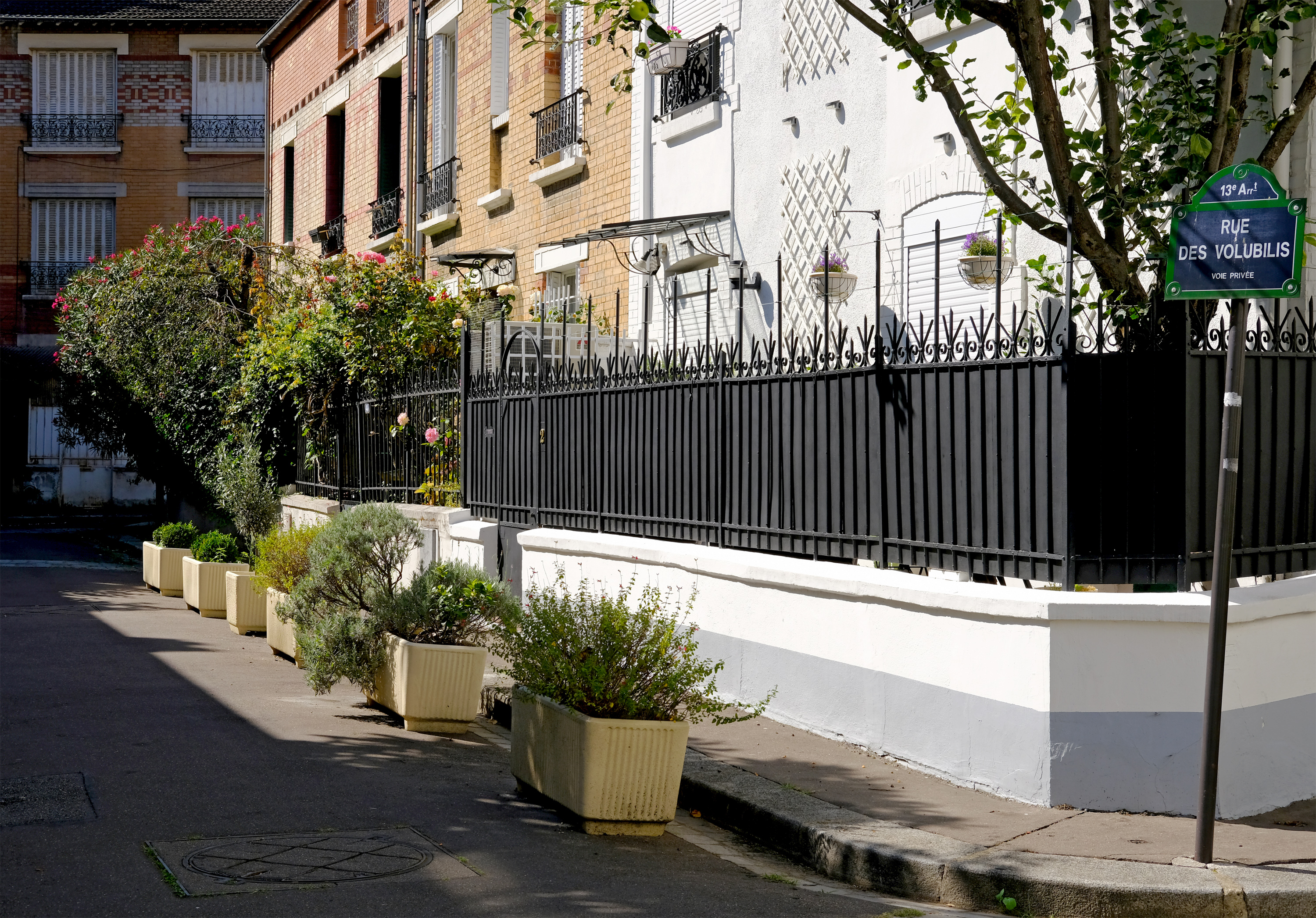
Rue des Volubilis.

Elle fait partie des rues qui composent la Cité florale. Cette voie présente la particularité d'avoir un retour d'équerre (tracé avec un angle droit).
La rue des Volubilis est desservie à proximité par la ligne 3a du tramway d'Île-de-France.

## Origine du nom
Elle fait partie des rues qui composent la Cité florale, auxquelles a été attribué le nom d'une fleur ou d'une plante, ici le volubilis.

## Historique
La rue est ouverte en 1928, sur les terrains de la société Aédès, et prend sa dénomination actuelle la même année.